# 海外网
海外网是中共中央机关报《人民日报》海外版官方网站，该站域名haiwainet.cn注册于2012年5月29日，11月6日正式上线运营。
2018年3月，有观点指出，“海外网”是位于美国洛杉矶帕萨迪纳的“全美电视台”的真身，海外网美国频道与全美电视台是“一套人马两个牌子”。不过海外网否认，表示“与全美电视台无任何关系”，同时也与该台执行台长张慧君没有任何关系。随后，位于西雅图的“全美电视公司”（亞美衛視）也发表声明称与“全美电视台”没有任何关系。
人民日報海外網下屬有“海客新聞”。

## 外部連結
- 官方网站
- 海外网的新浪微博
- 海客新聞的新浪微博
- 海客視頻的新浪微博